# Westpark (Groningen)
Westpark is een 25 hectare groot parkgebied ten westen van Groningen, tussen de wijk Vinkhuizen aan de oostkant, De Held aan de noordkant en het Hoendiep aan de zuidkant Hoogkerk in het westen op de smalle rug van Tynaarlo. Het ligt in de benedenloop van het Peizerdiep ten oosten van Hoogkerk, dat op een zandrug van de Hunsinge, de middeleeuwse naam voor het Peizerdiep, ligt. Het park is gelegen in de polder De Oude Held. Deze naam en ook de noorderlijker gelegen polder De Jonge Held zijn afkomstig van de namen van twee molens. De molen De Jonge Held staat nog steeds aan de Friesestraatweg bij Slaperstil. De Waterskiplas in het Westpark vormt samen met Het Suikerunieterrein, het Roege Bos en Eelderbaan (Park Oude Held op veel atlassen) een Stedelijke Ecologische Structuur (SES).

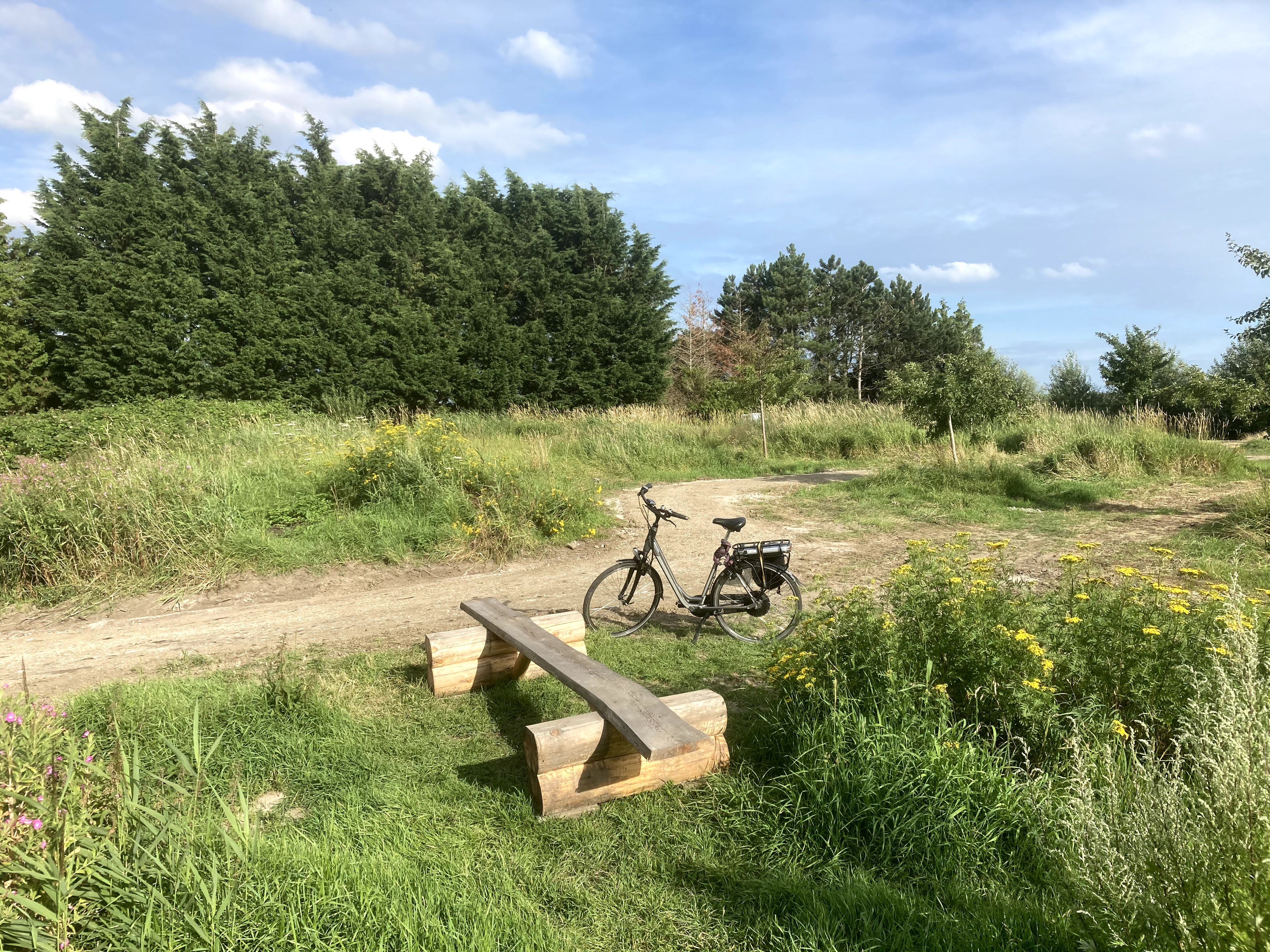
Links de 30 fruitbomen bij het PlukN-terrein en de Kindertuin werd in 2020 een verharde wandelroute. Rechts de oude onverharde wandelroute die naar de Duroc-varkens voerde.

## Geschiedenis

### Midden twintigste eeuw
Het Westpark is eeuwenlang weiland geweest met buurtschappen Leegkerk, Dorkwerd, Vinkhuizen, Kostverloren en Hoogkerk. In de twintigste eeuw werd dit weiland verhoogd met tarragrond van de fabriek van de Suiker Unie ten zuiden van het Westpark achter het Hoendiep ligt. Na een eeuw suikerproductie is deze fabriek in 2008 gesloten en gefuseerd met de suikerfabriek in Hoogkerk. Het toekomstig Westpark was opgedeeld door wallen in rechthoeken, kamers genoemd en deze kamers werden een voor een volgestort met tarra tot een hoogte van 4 meter. Op deze wallen zijn de groenblijvende heesters aangeplant en op deze wallen liggen ook de paden. Hierna is in de verschillende kamers bouwgrond gestort waardoor hoogteverschillen ontstonden. Dit hoogteverschil geeft een mooi overzicht over de omgeving. Door deze hoge ligging is het park lastig bereikbaar en lastig passeerbaar omdat je telkens 4 meter moet klimmen en daarna weer afdalen. Hierdoor is het een onderbenut park gebleven.
Deze tarragrond is erg voedselrijk en niet geschikt voor natuurontwikkeling. Het gebied was gepland als bedrijventerrein en daarvoor is een coulisselandschap aangelegd met bomenrijen van dennen, sparren, hulst en coniferen met in een dergelijke laan een wandelpad. Dit wordt het Italiaans mozaïek. genoemd en is door landschapsarchitect Jan van de Bospoort bedacht. Ook was tijdens de eeuwwisseling aan de zuidkant een natuurlijke plas aanwezig maar omdat mensen hierin vast kwamen te zitten is een hek om het moeras gezet en later is het moeras opgehoogd met grond van de waterskiplas.

### Jaren negentig
Het Westpark is in de jaren negentig aangelegd met thema Italiaans mozaïek: toen het structuurplan "Stad van Straks" in 1994 uitkwam. De stadsparken en hun thema’s in dit plan waren Noorderplantsoen (Gronings cultureel), Kardinge (actief), het Paterswoldsemeer (Nederlands natuurlijk) en het Stadspark (Engels klassiek). Het mozaïek bestaat uit verschillende kamers die op verschillende momenten opgevuld worden en de kamers worden door de lanen verdeeld. Van de verschillende functies in verschillende kamers kwam niet veel terecht. Men reist eerder om het park heen dan er doorheen en het Westpark werd gezien als een onderbenut en vergeten gebied wat gebruikt werd voor opslag van beheer, vulling als gronddepot en de aanleg van de waterskivijver in 2009. Het gebied wordt niet als park ervaren en is een hondenuitlaatgebied.

### Eenentwintigste eeuw

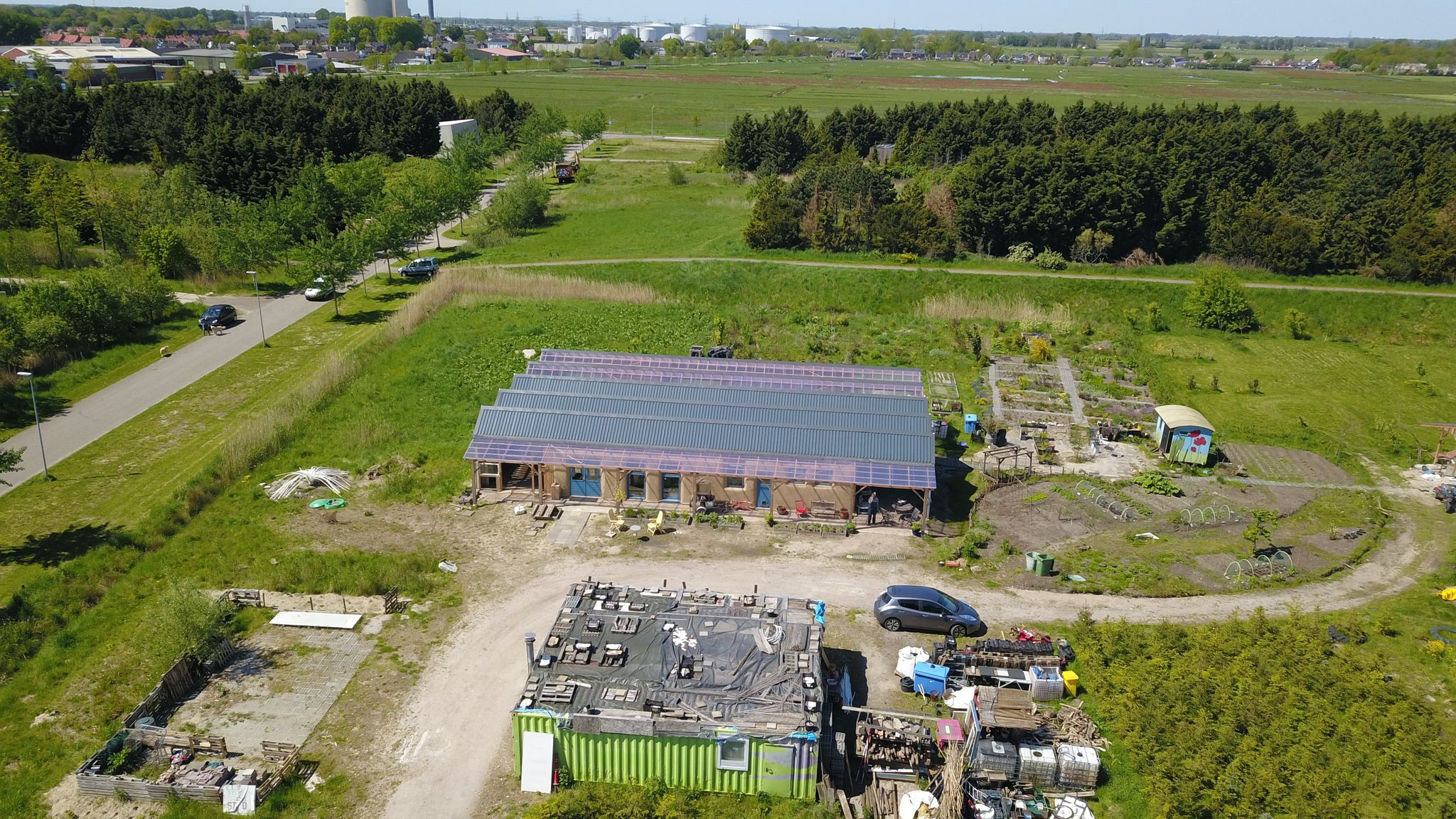
Ingang van Westpark met Tarralaan en locatie PlukN (2019)

Vanaf 2008 wordt in een van de compartimenten aan de oostkant een waterskivijver aangelegd voor een skivereniging VariaSki. De aanleg koste een miljoen euro en de aanwezige doorgaande weg werd hiervoor verwijderd zodat een wedstrijdplas gerealiseerd kon worden. Aan de zuidkant van het Westpark ontstond door regenval een tijdelijke vijver met drijfzand waarin ook dodaars broeden. De waterskivereniging kon al sinds 2005 niet meer trainen op de Hunzevijver, hun oude thuisbasis, omdat deze gedempt is in verband met de aanleg van de Euroborg. Vanaf de zomer van 2011 maakte de vereniging gebruik van de waterskibaan waarbij een tijdelijke kantine is gerealiseerd. Ook werd in 2011 openbare verlichting aangelegd aan de Tarralaan.

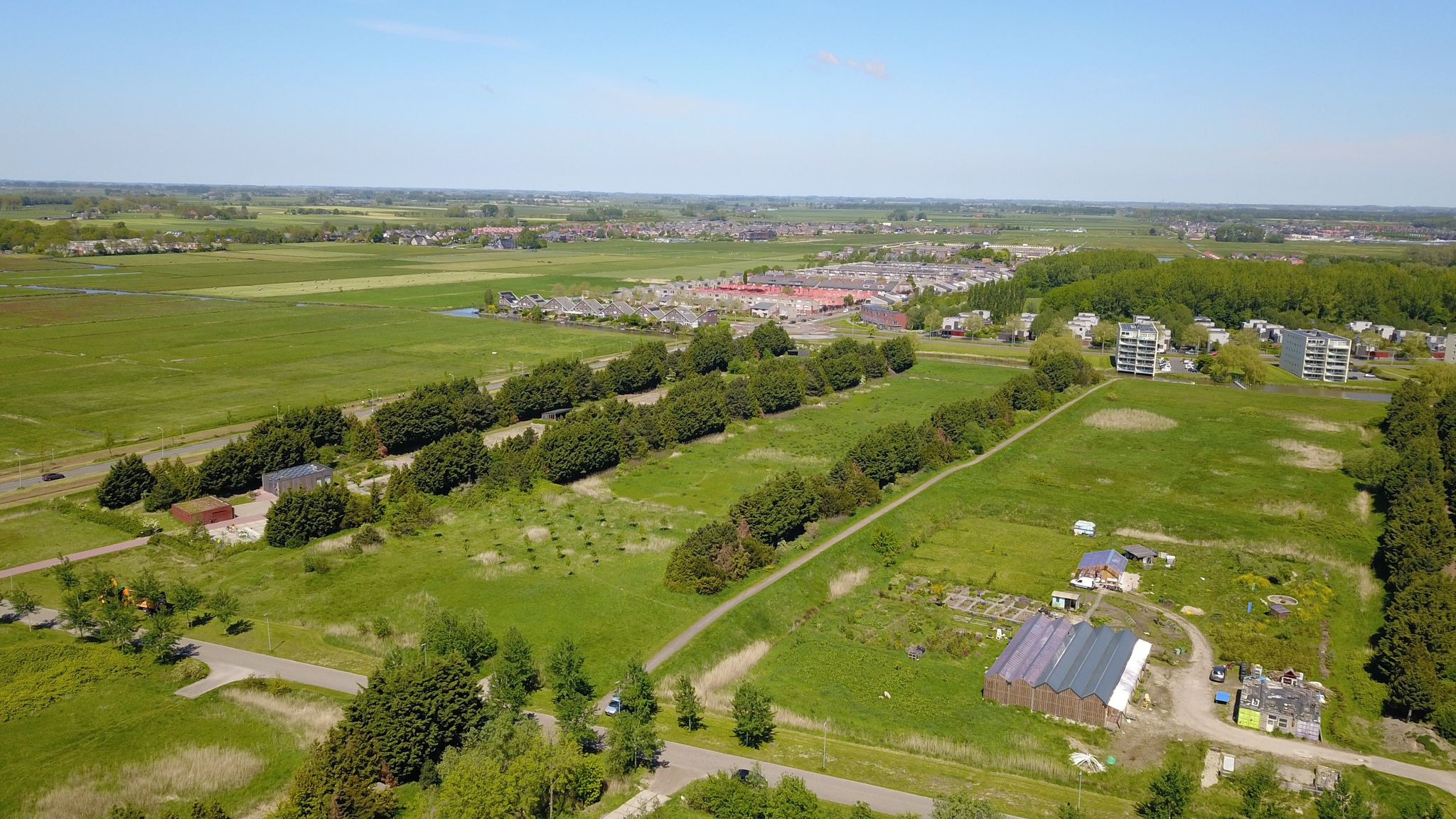
Panorama Westpark richting Noord met De Held en Kinderwerktuin (Foto Studio VDV Zuidbroek)

In 2011 had de de Dierenbescherming nog plannen om een nieuw groot en modern dierenasiel te bouwen in het Westpark in Groningen. Daar werd toen van afgezien. In 2011 had uitvaartcoöperatie DELA ook plannen voor de bouw van een nieuw crematorium aan het Hoendiep. Door fusieplannen met Yarden is dit toen uitgesteld en in 2019 was de prijs die de bouwondernemingen vroegen te hoog geworden. Met de bouw van dit crematorium zou het aantal rouwstoeten in de stad aanzienlijk verminderen. In 2015 nam DELA het plaatselijke Algemeen Belang over en schatte men het aantal bezoekende auto’s voor de combinatie uitvaartcentrum en crematorium op 28.000.
In 2012 kwam de gemeente met een visie op dit park dat onder hondenbezitters grote bekendheid geniet door de aanwezigheid van veel ruimte en water. In deze tijd waren de drie schooltuinen in de gemeente Groningen vol waardoor in 2013 een schooltuin aangelegd werd.
De Scouting sloeg op vrijdagavond 9 november 2012 de eerste paal voor hun Scouting gebouw in het Westpark. Het oude graanpakhuis aan de Lijnbouwstraat net buiten de grachten van Groningen werd na 80 jaar verlaten voor nieuwbouw in het buitengebied waardoor meer buitenactiviteiten mogelijk werden en kon ook het eigen materiaal in het groepshuis bewaard worden. Op 9 november 2013 werd het groepshuis in het Westpark officieel geopend aan de zuidwestkant van het Westpark. Dit huis werd gebouwd in Folly-architectuur met een draagconstructie uitgevoerd in staal waarbij de wanden opgebouwd zijn uit geïsoleerde prefab betonelementen. Op de ruime begane grond zijn een welpenlokaal en een scoutslokaal. Op de eerste verdieping is een hoek voor de explorers.
Tijdens de 58ste Nationale Boomfeestdag op woensdag 12 maart 2014 werden 30 fruitbomen door basisschool Sterresteen geplant naast kinderwerktuin Westpark, een van de vier kinderwerktuinen in de stad Groningen. De appelbomen betroffen Goudrenet, Elstar en ook een enkele peer of pruim. De kinderwerktuin Westpark aan de Tarralaan werd officieel op 27 juni 2014 geopend en is de vierde tuin van Natuur- en Duurzaamheideducatie.

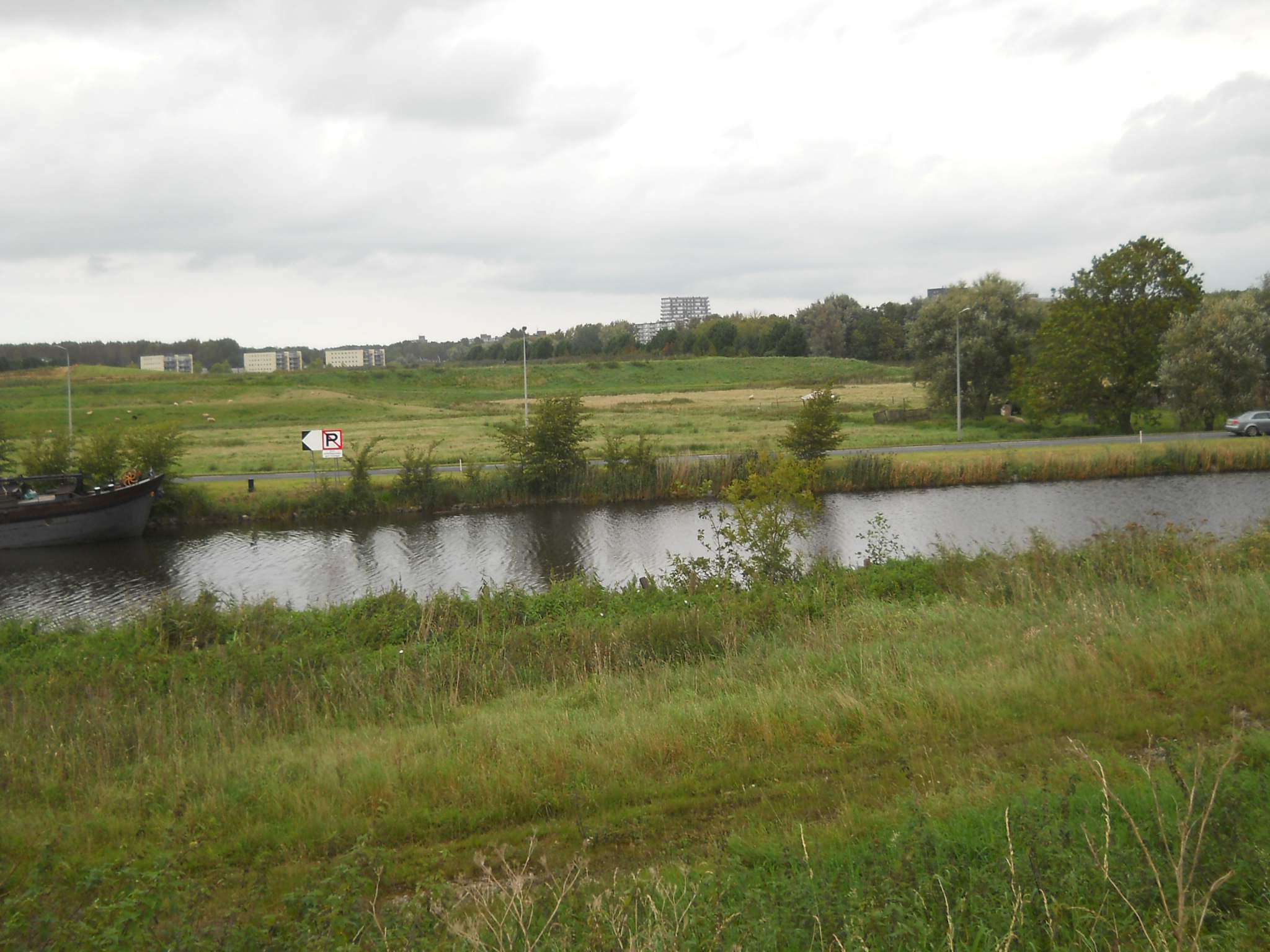
Uitzicht vanaf het voormalig Suikerunieterrein VloeiVelden naar het Noorden waar het nog niet aanwezige Crematorium gaat komen, zomer 2020

Op 1 oktober 2016 verhuisde de Tuin in de Stad van de voormalige kwekerij Voortman in verband met woningbouw aldaar naar het Westpark. In het Westpark bouwden ze een gebouw van stro en leem en de kas van de kwekerij werd ook meegenomen. Daarnaast legden de Tuin in de Stad ook een moestuin, een kweektuin en een wilgendoolhof aan.
PlukN kwam in 2019 naar het Westpark om een Voedselbos aan te leggen. Dit openbaar Voedselbos werd aangelegd op 1,5 hectare grasweide. Op zaterdag 7 maart 2020 begon Stichting PlukN met zes Duroc- of Akkervarkens die stapsgewijs een perceel bouwrijp maakten door alle vegetatie op te eten en om te woelen.
De fruitbomen naast de Schooltuin Westpark zijn niet van de Stichting PlukN, maar zijn met de Nationale Boomfeestdag geplant. Het terrein van PluN begint achter deze boomgaard. Door het terrein van PluN is in juni 2020 een verhard pad aangelegd dat aansluit op een loopbrug naar de flats aan de Siersteenlaan. De zeer steile en onbegaanbare rand tussen het terrein van PlukN en de boomgaard is voorzien van een minder steil pad. Ook zijn tijdelijke waters aangelegd en zijn de sloten schuin afgeschraapt. Midden in deze PlukN-kamer is een heuvel aangelegd van de vrijkomende grond uit de vijvers en uitgediepte sloten. In september 2020 werd de noordrand van het compartiment afgesloten met zwarte elzen, het blad van deze boom verrijkt de grond.
Sinds 2020 bevindt zich in het Westpark een Zelfoogsttuin waar leden zelf biologische groente, kruiden en kleinfruit kunnen plukken. Daarnaast kwam er voor tien jaar een complex met 25 tiny houses, dat Tiny Houses Westpark heette. GroenLinks en de Partij voor de Dieren hadden samen met de locatie Meerwijk voor dit type woonvorm geijverd omdat sommige mensen de behoefte hadden aan klein en duurzaam wonen onafhankelijk van woningcorporaties. Dit sloot aan bij de Groningse ambitie om energieneutraal te zijn. De 'tiny houses' liggen in het verlengde van het Blauwe Dorp en De Hoogte. Het Westpark is als stedelijk groengebied in ontwikkeling en na een succesvolle start van de Zelfoogsttuin in 2019 werd in 2021 naar uitbreiding gekeken op het Westpark.

## Trivia

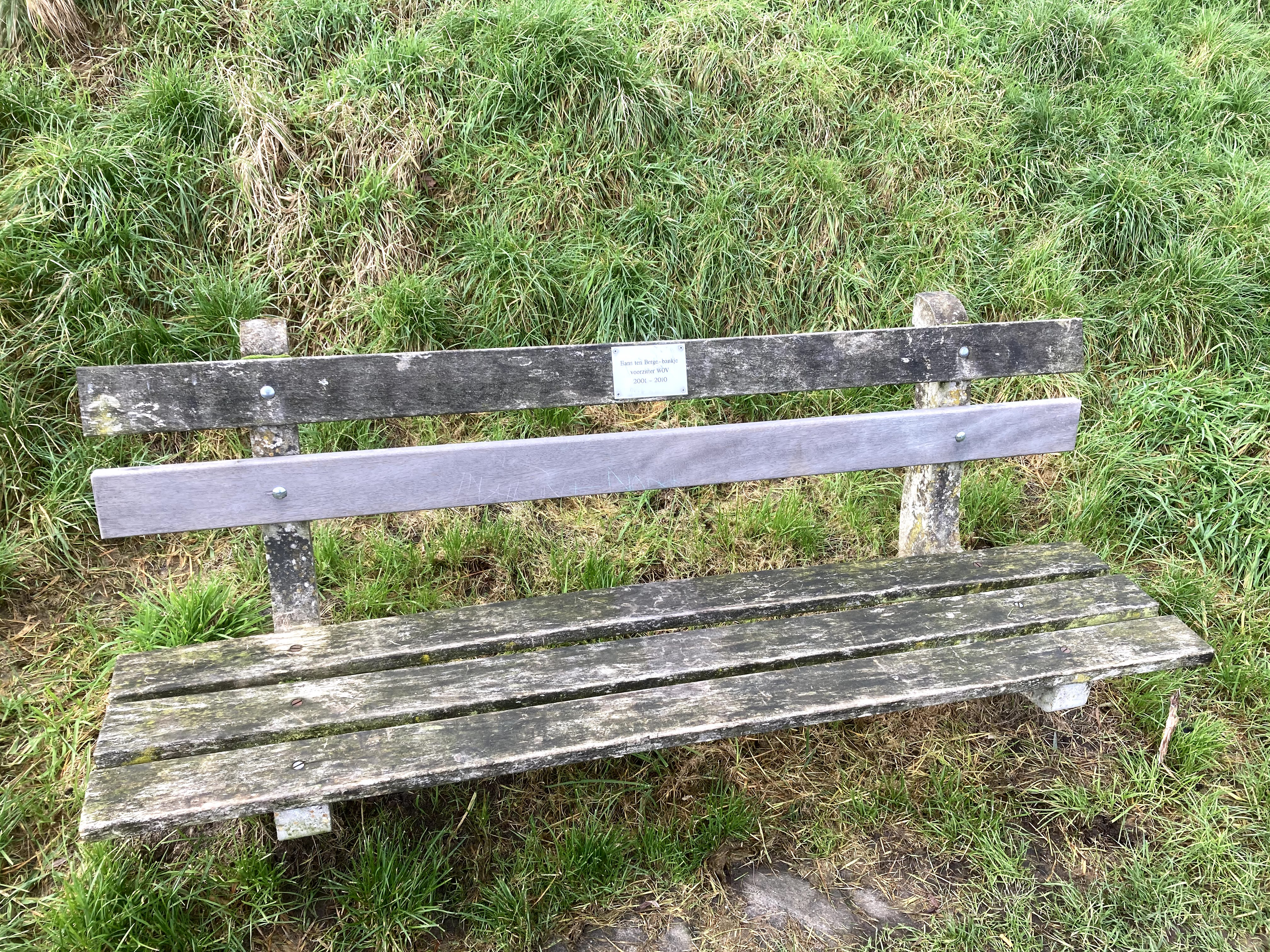
Bankje uitzicht Vinkhuizen Westpark Voorzitter WOV Eelderbaan

- In het Westpark staat een bankje met de naam van Hans ten Berge (1943-2019), voormalig inkoper bij V&D.[15] Ten Berge was van 2001 tot 2010 voorzitter van het Wijkoverleg Vinkhuizen (WOV). In deze tijd van wijkvernieuwing (Eelderbaan, Roegebos) ging een kwart van het groen van het tegen het Westpark aanliggende Vinkhuizen verloren. Het bankje is door de Gemeente Groningen aangeboden.